# 스커트 혁명
스커트 혁명은 어반가르드의 노래이다.

## 앨범소개
스커트 속은 지옥편.
고독의 트라우마 테크노 팝 밴드, 혁명적 메이져 데뷰

## 수록곡
1. 스커트 혁명 (スカート革命)
2. 프라모델 (プラモデル)
3. 스커트 혁명 (instrumental)(スカート革命（インストゥルメンタル）)
4. 프라모델 (instrumental)(プラモデル（インストゥルメンタル）)

## 수록 앨범
- 멘탈 헤르즈 [[멘탈 헤르즈|(メンタルへルズ)]] (#1)